# Camillo Bertarelli
Camillo Bertarelli (Capaccio, 10 maart 1886 - Milaan, 27 november 1982) was een Italiaans wielrenner.

## Levensloop en carrière
Bertarelli werd in 1911 tweede in de Ronde van Lombardije voor amateurs. In 1916 werd hij eveneens tweede bij de elite van deze wedstrijd. In Ronde van Frankrijk 1913 werd hij achtste in het klassement.

## Resultaten in voornaamste wedstrijden
| Jaar | Ronde van Italië | Ronde van Frankrijk | Ronde van Spanje |
| ---- | ---------------- | ------------------- | ---------------- |
| 1913 |                  | 8e                  |                  |
| 1914 | 14e              | 37e                 |                  |